# Éric Abidal
Éric Sylvain Abidal (phát âm tiếng Pháp: [eʁik abidal]; sinh ngày 11 tháng 9 năm 1979), còn có biệt danh Vua Eric, là một cựu cầu thủ bóng đá người Pháp chơi ở vị trí hậu vệ trái. Anh cũng có thể chơi ở vị trí trung vệ. Sau khi giải nghệ, anh từng có thời gian giữ vai trò Giám đốc thể thao câu lạc bộ Barcelona.

## Sự nghiệp câu lạc bộ

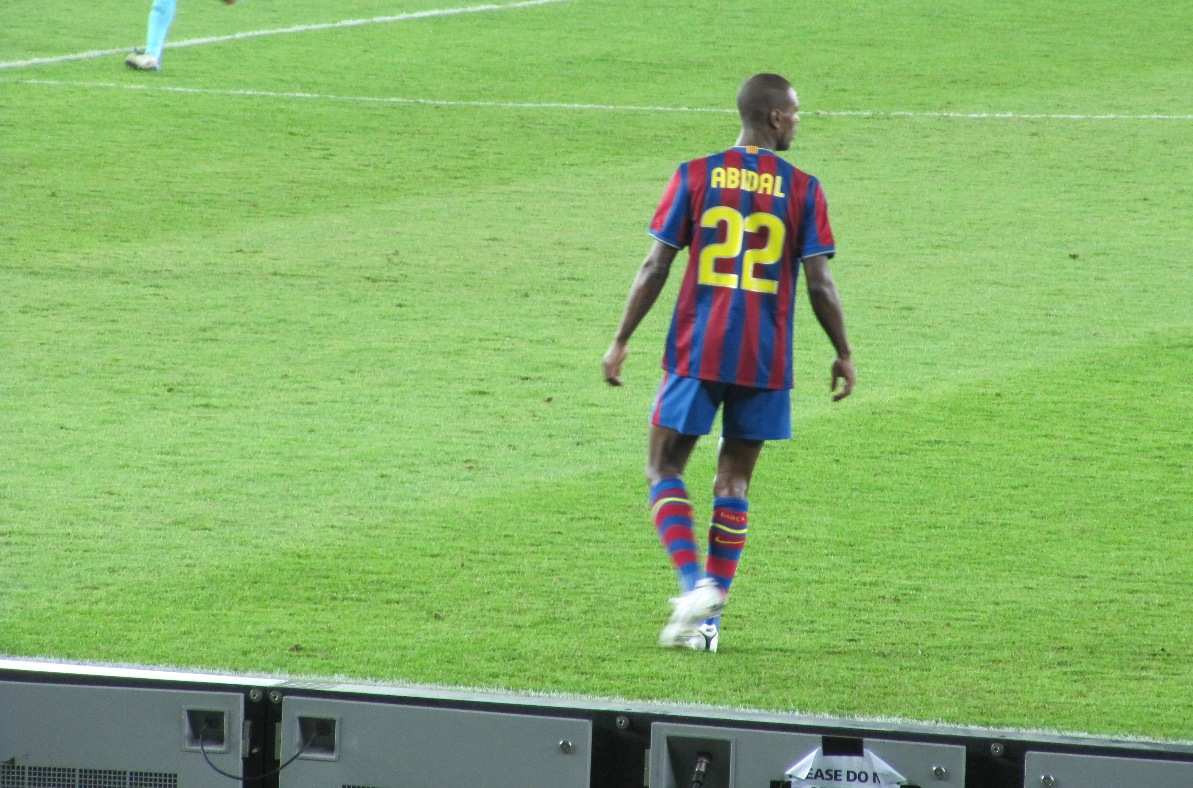
Abidal trước thềm trận chung kết FIFA Club World Cup 2009.

Abidal bắt đầu sự nghiệp ở Lyon Duchère, đội bóng ở ngoại ô Lyon. Anh bắt đầu sự nghiệp thi đấu chuyên nghiệp cùng AS Monaco, nơi anh có 22 lần ra sân. Anh chuyển tới Lille và có 62 lần ra sân. Cuối năm 2004, anh trở lại quê nhà bằng việc gia nhập Olympique Lyonnais. Trong thời gian ở Pháp, anh được đánh giá là một trong những hậu vệ xuất sắc nhất Ligue 1. Vào ngày 30 tháng 6 năm 2007, Abidal chuyển về FC Barcelona với giá 15 triệu euro cùng bản hợp đồng 5 năm. Tại đây anh sẽ mặc chiếc áo số 22. Mức phí để phá hợp đồng của Abidal là 9 triệu euro và Lyon sẽ được thêm 500,000 euro nữa nếu Barca vô địch UEFA Champions League trong một trong 4 mùa giải tiếp theo.
Abidal có trận đấu đầu tiên tại La Liga vào ngày 26 tháng 8 năm 2007, trong trận hòa 0–0 trước Racing de Santander. Anh kết thúc mùa giải với 30 trận ra sân.
Ngày 8 tháng 6 năm 2013, Abidal trở về Monaco sau 11 năm, ký hợp đồng 1 mùa giải và sẽ mặc chiếc áo số 22. Chiếc áo số 22 của anh tại Barcelona sẽ được giữ bởi Dani Alves.

## Thi đấu quốc tế
Abidal đã có 52 trận đấu cùng Pháp, có trận ra mắt vào ngày 18 tháng 8 năm 2004. Mặc dù bị dính nhiều chấn thương và những bất đồng cùng FIFA trong một số mùa giải trước đó, Abidal vẫn tham dự World Cup 2006 và chơi đầy đủ tất cả các trận trừ trận gặp đội tuyển bóng đá quốc gia Togo.
Anh trở thành sự lựa chọn số 1 của Pháp dưới thời Raymond Domenech ở vị trí hậu vệ trái tại vòng loại Euro 2008. Anh được chọn là trung vệ trong trận gặp Ý tại vòng bảng Euro 2008, nhưng bị nhận thẻ đỏ và gây ra một quả penalty ngay từ phút thứ 9 của trận đấu. Pháp thua 2-0 và bị loại khỏi giải đấu.

## Danh hiệu
Lyon
- Ligue 1: (3) 2005–06, 2006–07, 2007–08
- Siêu cúp Pháp: (3) 2005, 2006, 2007

Barcelona
- La Liga: (3) 2008-09, 2009-10, 2010-11, 2012-13
- Copa del Rey: (1) 2008–09, 2011-2012
- Siêu cúp Tây Ban Nha: (3) 2009, 2010, 2011
- UEFA Champions League: (2) 2008–09, 2010–11
- Siêu cúp châu Âu: (2) 2009, 2011
- Cúp các câu lạc bộ: (1) 2009, 2011

Cá nhân
- Đội hình tiêu biểu UEFA của năm: (1) (2007)